# Nagyalásony, Veszprém
Nagyalásony  este un sat în districtul Devecser, județul Veszprém, Ungaria, având o populație de 484 de locuitori (2011). 

## Demografie
Componența etnică a satului Nagyalásony
     Maghiari (95,58%)
     Romi (4,42%)
Componența confesională a satului Nagyalásony
     Romano-catolici (42,56%)
     Luterani (35,33%)
     Reformați (6,82%)
     Fără religie (3,72%)
     Necunoscută (11,57%)
Conform recensământului din 2011, satul Nagyalásony avea 484 de locuitori. Din punct de vedere etnic, majoritatea locuitorilor (95,58%) erau maghiari, cu o minoritate de romi (4,42%). Nu există o religie majoritară, locuitorii fiind romano-catolici (42,56%), luterani (35,33%), reformați (6,82%) și persoane fără religie (3,72%). Pentru 11,57% din locuitori nu este cunoscută apartenența confesională.